# Liste strahlenschutzrelevanter Maßeinheiten
Dies ist eine vergleichende Liste strahlenschutzrelevanter Maßeinheiten
| Messgröße               | Messgröße                                                                                       | SI-Einheit            | veraltete Einheiten                                                            | Anmerkungen |
| ----------------------- | ----------------------------------------------------------------------------------------------- | --------------------- | ------------------------------------------------------------------------------ | --- |
| Aktivität (A)           | Zahl der Zerfälle durch Zeit                                                                    | Becquerel 1 Bq = 1/s  | 1 Curie (Ci) = 3,7·10 Bq 1 Rutherford (Rd) = 106 Bq 1 Stat (St) = 1,345·104 Bq | 1 Ci ist näherungsweise die Aktivität von 1 g 226Ra. Das Stat wurde nur bei der Angabe der Radioaktivität von Heilwässern verwendet.                                                                                          |
| Energiedosis (D)        | Absorbierte Energie durch Masse                                                                 | Gray 1 Gy = 1 J/kg    | 1 Rad (rad, rd) = 0,01 Gy 1 Rep (rep) = 0,01075 Gy                             | Gray ist auch die Maßeinheit für Kerma |
| Äquivalentdosis (H)     | Energiedosis, multipliziert mit einem Wichtungsfaktor w, der die biologische Wirksamkeit angibt | Sievert 1 Sv = 1 J/kg | 1 Rem (rem) = 0,01 Sv                                                          | Für Röntgen-, Gamma- und Betastrahlung ist w=1; 1 Gy entspricht dann 1 Sv. Für andere Strahlung erhöht sich der Faktor bis auf 20.                                                                                            |
| Effektive Dosis (E)     | berücksichtigt zusätzlich zur Äquivalentdosis die unterschiedliche Empfindlichkeit von Organen  | Sievert 1 Sv = 1 J/kg | 1 Rem (rem) = 0,01 Sv                                                          | |
| Ionendosis (J)          | Durch Strahlung erzeugte Ionenladung durch Masse                                                | C/kg                  | 1 Röntgen (R) = 2,58·10−4 C/kg                                                 | Welcher Energiedosis die Ionendosis entspricht, hängt von Material, Strahlungstyp und -⁠energie ab. Bei trockener Luft entspricht 1 C/kg ungefähr 35 Gy; daraus ergibt sich die Faustregel 1 R ≈ 1 rad (genauer wäre 0,9 rad). |
| Aktivitätskonzentration | Aktivität durch Volumen                                                                         | Bq/m3                 | 1 eman = 10−10 Ci/l = 3700 Bq/m3 1 ME = 3,64 eman = 13,4545 Bq/l               | Das eman und die Mache-Einheit (ME) wurden für die Angabe der Radonkonzentration in Wasser und Luft verwendet. |
| Energiedosisleistung    | Energiedosis durch Zeit                                                                         | Gy/s                  | 1 rad/s = 3600 rad/h                                                           | |
| Äquivalentdosisleistung | Äquivalentdosis durch Zeit                                                                      | Sv/s                  | 1 rem/s = 3600 rem/h                                                           | oft angegeben in μSv pro Stunde oder mSv pro Jahr (1 μSv/h = 8,76 mSv/a); der natürliche Strahlungshintergrund liegt in Deutschland zwischen 0,6 mSv/a und 1,2 mSv/a                                                          |
| Ionendosisleistung      | Ionendosis durch Zeit                                                                           | C/(kg·s)              | 1 R/h = 0,0717 μC/(kg·s)                                                       | |